# Цицагианткари
Цицагианткари (груз. ციცაგიანთკარი) — село в Грузии, на территории Горийского муниципалитета края (мхаре) Шида-Картли.

## География
Село находится в центральной части Грузии, в пределах Тирифонской равнины, к западу от реки Меджуды, на расстоянии приблизительно 11 километров (по прямой) к северо-северо-востоку от города Гори, административного центра муниципалитета. Абсолютная высота — 712 метров над уровнем моря.

## Население
По результатам официальной переписи населения 2014 года в Цицагианткари проживало 243 человека (125 мужчин и 118 женщин). В национальной структуре населения грузины составляли 83,1 %, осетины — 16 %.
| Год  | Население, человек |
| ---- | ------------------ |
| 2002 | 345                |
| 2014 | ↘ 243              |